# Université du Molise
L'université du Molise (en italien, Università degli studi del Molise) est une université italienne dont le siège est à Campobasso, dans la région du Molise.
C'est avec la loi n° 590 du 14 août 1982, dans le cadre du plan quadriennal de développement universitaire et de création de nouvelles universités (titre II, chapitre IV, art. 22, §1) qui disposait que « à partir de l'année académique 1982/83 est créée l’Université des études du Molise avec siège à Campobasso ».